# Tractaments alternatius contra el càncer

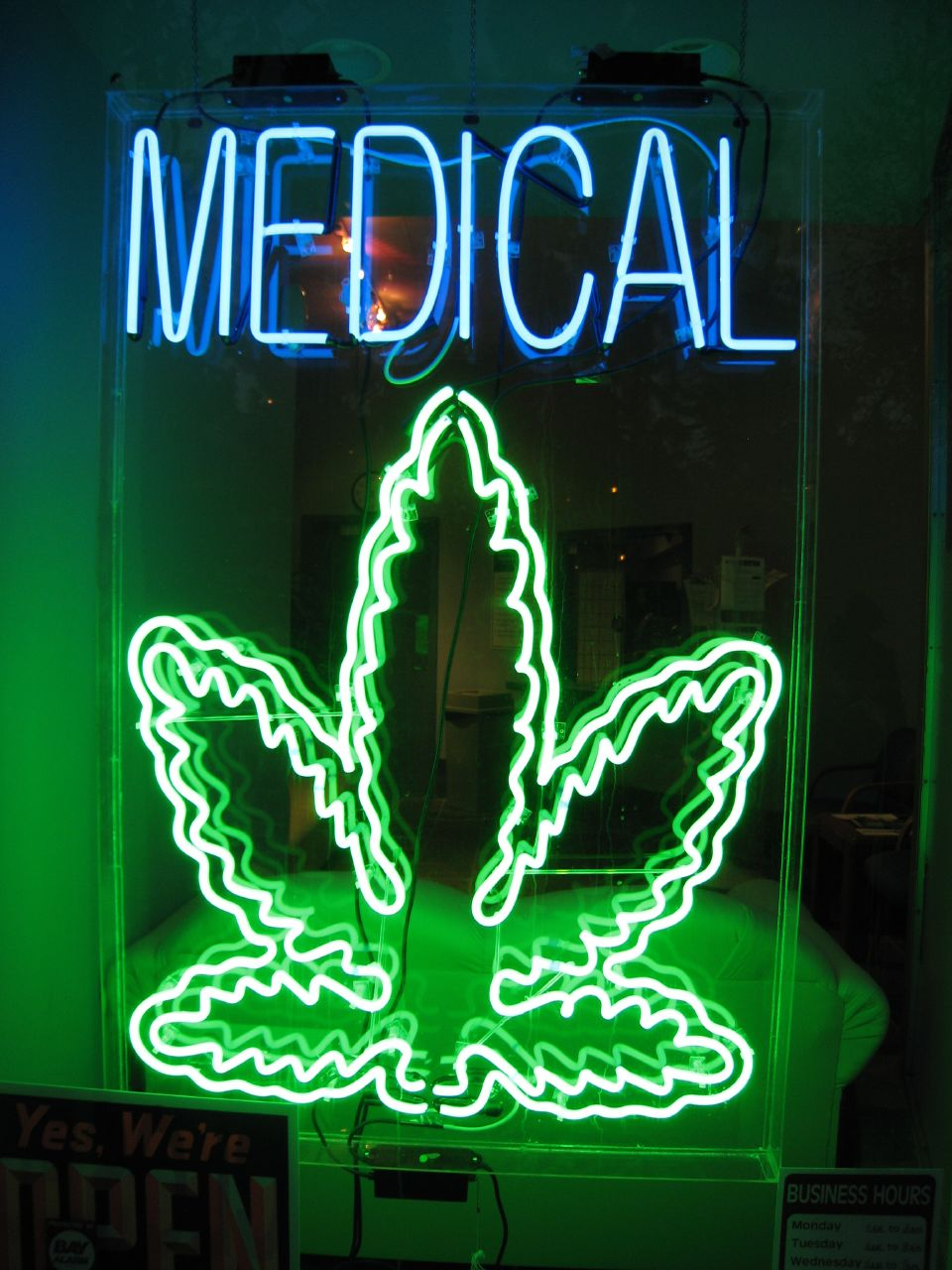
El consum de cànnabis està regulat en certs estats per alleugerir els símptomes de les teràpies mèdiques.

Els tractaments alternatius contra el càncer són tots aquells tractaments o teràpies que no formen part dels tractaments convencionals contra aquesta malaltia. Aquests tractaments poden incloure dietes i exercicis especials, productes químics, plantes medicinals, l'ús d'aparells i procediments manuals. No hi ha prou evidència de qualitat que justifiqui l'ús de la majoria d'aquests tractaments alternatius. Els seu ús planteja qüestions de seguretat. N'hi ha alguns que, en determinades circumstàncies, poden ser perillosos. Malgrat això, molts dels tractaments que mai han estat sotmesos a cap tipus d'assaig clínic o que fins i tot han estat desacreditats, s'utilitzen arreu del món. Promoure o comercialitzar aquests tractaments és il·legal en la major part dels països desenvolupats.
Els tractaments alternatius contra el càncer solen comparar-se amb els tractaments experimentals —mètodes de tractament basats en la ciència— i amb les teràpies complementàries, que són pràctiques no invasives utilitzades en combinació amb el tractament convencional. Tots els medicaments de quimioteràpia aprovats van ser tractaments experimentals abans de passar les proves de seguretat i eficàcia.
Des de finals del segle xix, els investigadors mèdics han establert el tractament actual del càncer mitjançant el desenvolupament de la quimioteràpia, la radioteràpia, les teràpies dirigides i les tècniques quirúrgiques precises. L'any 2019, als Estats Units només el 32,9% dels pacients de càncer van morir en el termini de cinc anys després del seu diagnòstic. Malgrat la seva eficàcia, molts dels tractaments convencionals van acompanyats d'una àmplia gamma d'efectes secundaris, que inclouen dolor, fatiga i nàusees. Fins i tot, alguns efectes secundaris poden ser mortals. Molts partidaris dels tractaments alternatius afirmen que aquests són més eficaços i tenen menys efectes secundaris que els tractaments convencionals. No obstant això, un estudi de grup retrospectiu va demostrar que els pacients que utilitzaven tractaments alternatius en lloc de tractaments convencionals tenien 2,5 vegades més probabilitats de morir en els cinc anys posteriors al diagnòstic.
La majoria dels tractaments alternatius contra el càncer no han passat assajos clínics adequats. Entre els estudis publicats, la qualitat sovint és deficient. L'any 2006, es va dur a terme una revisió de 196 assajos clínics on s'estudiaven tractaments alternatius i durant les fases preliminars dels estudis, es va trobar una manca de recollida de mostres, poca argumentació per a justificar els règims de dosificació i la pobresa de les anàlisis estadístiques. Aquests tipus de tractaments han aparegut i desaparegut al llarg de tota la història.

## Terminologia
Els tractaments complementaris i alternatius contra el càncer sovint s'agrupen, en part degut a l'adopció de la frase "medicina complementària i alternativa" per part del Congrés dels Estats Units.
Els tractaments complementaris s'utilitzen amb tractaments convencionals demostrats. Tendeixen a ser agradables per al pacient, no impliquen substàncies amb efectes farmacològics, són barats i tenen com a objectiu tractar efectes secundaris més que matar cèl·lules canceroses. El massatge terapèutic i l'autohipnosi per tractar el dolor són exemples de tractaments complementaris.
Gairebé la meitat dels professionals que recomanen tractaments complementaris són metges, tot i que tendeixen a exercir la medicina general en lloc de l'oncologia. Fins a un 60% dels metges nord-americans, per diferents raons, han derivat els seus pacients a un professional de les teràpies complementàries Mentre que els metges de capçalera sempre haurien d'estar informats de qualsevol tractament complementari utilitzat pel pacient, molts metges del Regne Unit almenys n'accepten l'ús, i fins i tot alguns els recomanen. Per contra, els tractaments alternatius s'utilitzen en lloc dels tractaments convencionals. Les teràpies alternatives més populars contra el càncer inclouen dietes restrictives, intervencions psicosomàtiques, el bioelectromagnetisme, suplements nutricionals i plantes medicinals. La popularitat i la prevalença dels diferents tractaments varia àmpliament segons la regió. La ONG Cancer Research UK adverteix que els tractaments alternatius poden interaccionar amb els tractaments convencionals, poden augmentar els seus efectes secundaris i generar falses esperances.

## Prevalença
Hi ha enquestes que demostren la variació que hi ha entre països i regions pel que fa al nombre de pacients de càncer que utilitzen teràpies alternatives o complementàries. Un estudi publicat l'any 2000 per la revista European Journal of Cancer va analitzar una mostra procedent d'un registre britànic de càncer. Aquesta mostra era formada per 1023 dones que patien càncer de mama i van trobar que el 22,4% de les pacients havia visitat un practicant de teràpies complementàries en els dotze mesos previs a l'enquesta. L'estudi va arribar a la conclusió que les pacients s'havien gastat milers de lliures en aquestes mesures i que l'ús "de professionals de teràpies complementàries després del diagnòstic és un fenomen significatiu i que segurament continuarà creixent".
A Austràlia, un estudi va concloure que el 46% dels nens que pateixen càncer han estat tractats almenys amb una teràpia alternativa. Més del 40% de les persones de qualsevol edat en procés de rebre cures pal·liatives havien provat almenys una d'aquestes teràpies. Alguns dels tractaments alternatius més populars contra el càncer van resultar ser teràpies dietètiques, antioxidants, vitamines en dosis elevades i teràpies a base de plantes.
El Centre Nacional de Medicines complementàries i Alternatives (NCCAM, per les seves sigles en anglès), del govern federal dels Estats Units, conegut inicialment com la Oficina de Medicina Alternativa (OAM), establerta l'any 1992 com l'Institut Nacional de Salut (NIH) i adjunt al Congrés dels Estats Units va influir en l'ús de tractaments no convencionals contra el càncer al país. Concretament, aquest departament adjudica més de 105 milions de dòlars a l'any en subvencions per a la investigació pseudocientífica contra el càncer. Més de trenta facultats de medicina nord-americanes, incloses Georgetown, Colúmbia i Harvard, entre d'altres, han ofert cursos generals en medicina alternativa.

## Gent que escull tractaments alternatius
Els tractaments alternatius atrauen a la gent per diverses raons, entre les quals s'inclou al desconfiança envers als professionals sanitaris i la manca d'opcions mèdiques aprovades. Entre els pacients amb condicions intractables, "la desesperació els porta a confiar en qualsevol persona que els ofereixi una promesa i un somriure." Durant molt de temps els estafadors s'han aprofitat d'aquesta percepció de manca d'opcions per part dels pacients per obtenir diners a canvi de tractaments ineficaços i fins i tot perjudicials.
No hi ha cap tipus d'evidència que suggereixi que l'ús de tractaments alternatius millora la supervivència. El 2017, un estudi retrospectiu i observacional va suggerir que les persones que triaven medicines alternatives en lloc dels tractaments convencionals tenien més del doble de probabilitats de morir en el termini de cinc anys després del diagnòstic. Les pacients amb càncer de mama que triaven aquestes teràpies tenien 5,68 vegades més probabilitats de morir en el termini de cinc anys després del diagnòstic.
En una enquesta feta a pacients de càncer nord-americans, els nascuts al voltant de la dècada dels 50 tendien a donar més suport a tractaments complementaris i alternatius que les persones de més edat. Pacients blanques i universitàries diagnosticades des de feia un any, tendien a ser més favorables almenys envers algunes teràpies alternatives o complementàries.

## Tractaments no provats i/o refutats
S'han promogut moltes teràpies mancades d'evidència per a tractar o prevenir el càncer en humans. En molts casos, l'evidència suggereix que els tractaments no funcionen. A diferència dels tractaments acceptats contra el càncer, els tractaments desaprovats o no aprovats són per norma general ignorats o evitats per la comunitat mèdica. Malgrat això, moltes d'aquestes teràpies continuen sent promocionades com a efectives, especialment pels promotors de la medicina alternativa. Els científics consideren aquesta pràctica un frau i alguns d'aquests promotors han estat investigats i processats per reguladors de la salut pública com ara la Comissió Federal de Comerç dels Estats Units, la Secretaria de Salut de Mèxic i l'Oficina de Competència del Canadà. Al Regne Unit, la Llei sobre el càncer fa que la promoció de tractaments no autoritzats sigui un delicte penal.
El 2008, la Comissió Federal de Comerç dels Estats Units va actuar contra algunes empreses que afirmaven, sense suport, que els seus productes, alguns dels quals incloïen productes químics d'elevada toxicitat, podien curar el càncer. Algunes d'aquestes empreses eren Omega Supply, Native Essence Herb Company, Daniel Chapter One, Gemtronics, Inc., Herbs for Cancer, Nu-Gen Nutrition, Inc., Westberry Enterprises, Inc., Jim Clarke's All Natural Cancer Therapy, Bioque Technologies, Cleansing Time Pro, i Premium-essiac-tea-4less.

## Àrees d'investigació

### Mètodes específics
- La curcumina és un component de la cúrcuma. Sestà estudiant el seu possible potencial terapèutic, però segons l'organització Cancer Research UK cap organització reconeguda dona suport a les afirmacions que pot "curar" el càncer.

- La psilocibina és un compost al·lucinogen present en més de 100 espècies de bolets. Tres petits assajos han demostrat que el seu ús disminueix l'angoixa psiquiàtrica relacionada amb el càncer, així com també l'ansietat i la depressió.

- El HuaChanSu és un producte utilitzat en la medicina tradicional xinesa que s'extreu de la pell dels gripaus del gènere Bufo.

- Cànnabis medicinal (per "estimular l'apetit" i "per al dolor")

- Seleni

### Analgèsia
En termes d'evidència científica, la majoria d'estudis de teràpia complementària i alternativa per al tractament del dolor oncològic són de baixa qualitat. Els estudis sobre massoteràpia han produït resultats mixtos, però en general mostren algun benefici temporal per disminuir el dolor, l'ansietat i la depressió i tenen un perill de dany molt baix, a no ser que el pacient tingui algun factor de risc, com ara una coagulopatia. Hi ha molt poca evidència pel que fa a un benefici modest amb tractaments com la hipnosi, la teràpia de suport psíquica o la teràpia cognitiva. Els resultats obtinguts amb reiki i toc terapèutic no van ser concloents. El tractament més estudiat, l'acupuntura, no ha demostrat cap benefici com a adjuvant analgèsic en el dolor oncològic. L'evidència existent sobre la musicoteràpia és ambigua; i algunes intervencions a base de plantes com el PC-SPES®, el vesc o la Serenoa repens són tòxiques per a certs pacients amb càncer. La teràpia que presenta una evidència més prometedora, tot i que encara feble, són les intervencions psicosomàtiques com ara les tècniques de bioretroalimentació i relaxació.

## Exemples de teràpies complementàries
Tal com s'indica en la literatura científica, les mesures enumerades a continuació s'anomenen "complementàries" perquè s'apliquen juntament amb tractaments anticancerosos convencionals, com la quimioteràpia; per contra, les teràpies ineficaces vistes com “alternatives” s'ofereixen com a substituts a les mesures convencionals.
- L'acupuntura pot ajudar amb la nàusea, però no tracta la malaltia. Una revisió efectuada per l'organització Cochrane el 2015, va trobar-li poca utilitat per al tractament del dolor oncològic, tot i que altres revisions si que han trobat una evidència temptativa favorable. Tampoc és clar que funcioni per a tractar els fogots en les persones amb càncer de mama.

- No hi ha evidència que l'aromateràpia produeixi cap efecte; no hi ha cap estudi avaluat per experts que faci referència al seu ús per a tractar el càncer.

- La psicoteràpia pot reduir l'ansietat i millorar la qualitat de vida, així com també millorar l'estat d'ànim del pacient.

- La massoteràpia pot reduir el dolor temporalment.

- No hi ha proves que el cànnabis tingui cap efecte beneficiós en la prevenció o el tractament del càncer en els éssers humans.

- La hipnosi i la meditació poden millorar la qualitat de vida dels pacients de càncer.

- La musicoteràpia millora certa simptomatologia relacionada amb el càncer ajudant en l'estat d'ànim.

## Teories alternatives del càncer
Alguns tractaments alternatius del càncer es basen en teories no provades o refutades sobre com comença o es manté el càncer a l'organisme. Alguns conceptes comuns són:

### Connexió entre la ment i el cos
Aquesta idea sosté que la progressió del càncer està relacionada amb l'estat mental i emocional d'una persona. Els tractaments basats en aquesta teoria consisteixen en intervencions psicosomàtiques. Els partidaris d'aquesta teoria argumenten que el càncer es forma perquè la persona està descontenta o estressada, i que una actitud positiva pot curar el càncer després que s'hagi format. Una afirmació típica és que l'estrès, la ira, la por o la tristesa debiliten el sistema immunitari, mentre que l'amor, el perdó, la confiança i la felicitat fan que el sistema immunitari millori, i que aquest sistema immunitari millorat és el que eliminarà el càncer. No hi ha cap estudi científic que avali aquesta creença que estimular el sistema immunitari matarà les cèl·lules canceroses. De fet, molts càncers requereixen el suport d'un sistema immunitari actiu (especialment a través de processos inflamatoris) per establir el microambient necessari per que el tumor creixi.

### La teoria de les toxines cancerígenes
Aquesta idea afirma que els processos metabòlics del cos estan aclaparats per subproductes normals de l'activitat diària. Diuen que aquests subproductes, anomenats "toxines", s'acumulen a les cèl·lules i causen càncer i altres malalties a través d'un procés anomenat autointoxicació o autotoxèmia. Els tractaments que segueixen aquest enfocament solen tenir com a objectiu la desintoxicació o la neteja corporal, com per exemple l'ús d'ènemes.

### Sistema immunitari debilitat
Aquesta afirmació sosté que si el sistema immunitari del cos fos prou fort, mataria les cèl·lules invasives o estranyes. Malauradament, la majoria de les cèl·lules canceroses conserven característiques cel·lulars normals, fet que fa que el sistema immunitari les reconegui com una part normal del cos. A més, els tumors cancerosos indueixen activament la tolerància immunitària, la qual cosa impedeix que el sistema immunitari els ataqui.

### Desregulació epigenètica
Aquesta teoria es basa en la investigació sobre el mecanisme de l'epigenètica per entendre com les mutacions que afecten la maquinària epigenètica de les cèl·lules alteraran els patrons d'acetilació de les histones per crear epigenètica cancerosa. Sembla que els danys a l'ADN són la principal causa subjacent del càncer. Si la reparació de l'ADN és deficient, els danys a l'ADN tendeixen a acumular-se. Aquest excés de dany a l'ADN pot augmentar el nombre de mutacions durant el procés de replicació, ja que la síntesi d'ADN té lloc a partir d'ADN lesionat. L'excés de danys a l'ADN també pot augmentar les alteracions epigenètiques a causa d'errors durant la reparació de l'ADN. Aquestes mutacions i alteracions epigenètiques poden donar lloc a un tumor.